# Liu Yang (astronaute)
Pour les articles homonymes, voir Liu Yang.
Dans ce nom chinois, le nom de famille, Liu, précède le nom personnel.
Liú Yáng (chinois : 刘洋), née le 6 octobre 1978 à Linzhou dans la province du Henan, est devenue la première femme taïkonaute le 16 juin 2012, date à laquelle fut lancée la mission Shenzhou 9 à laquelle elle participa comme membre d'équipage.

## Biographie
Liu est née en 1978 à Zhengzhou, dans la province du Henan. Elle est diplômée à l'École d'Aviation de la Force aérienne de l'armée populaire de libération de Changchun puis s'engage dans la Force aérienne chinoise en 1997. Elle devient vice-chef d'escadrille puis obtient le grade de major. C'est une pilote chevronnée comptant quelque 1 680 heures de vol quand elle postule pour devenir astronaute. Après deux jours de tests, elle est sélectionnée avec une autre pilote de la force aérienne, Wang Yaping.
Elle est ensuite sélectionnée pour la mission Shenzhou 9, la première mission habitée vers la station spatiale Tiangong 1, avec les astronautes Jing Haipeng et Liu Wang.
Le 5 juin 2022, elle s'envole à bord de Shenzhou 14 pour participer à une mission longue à bord de la Station spatiale chinoise.